# Appareil photographique plénoptique

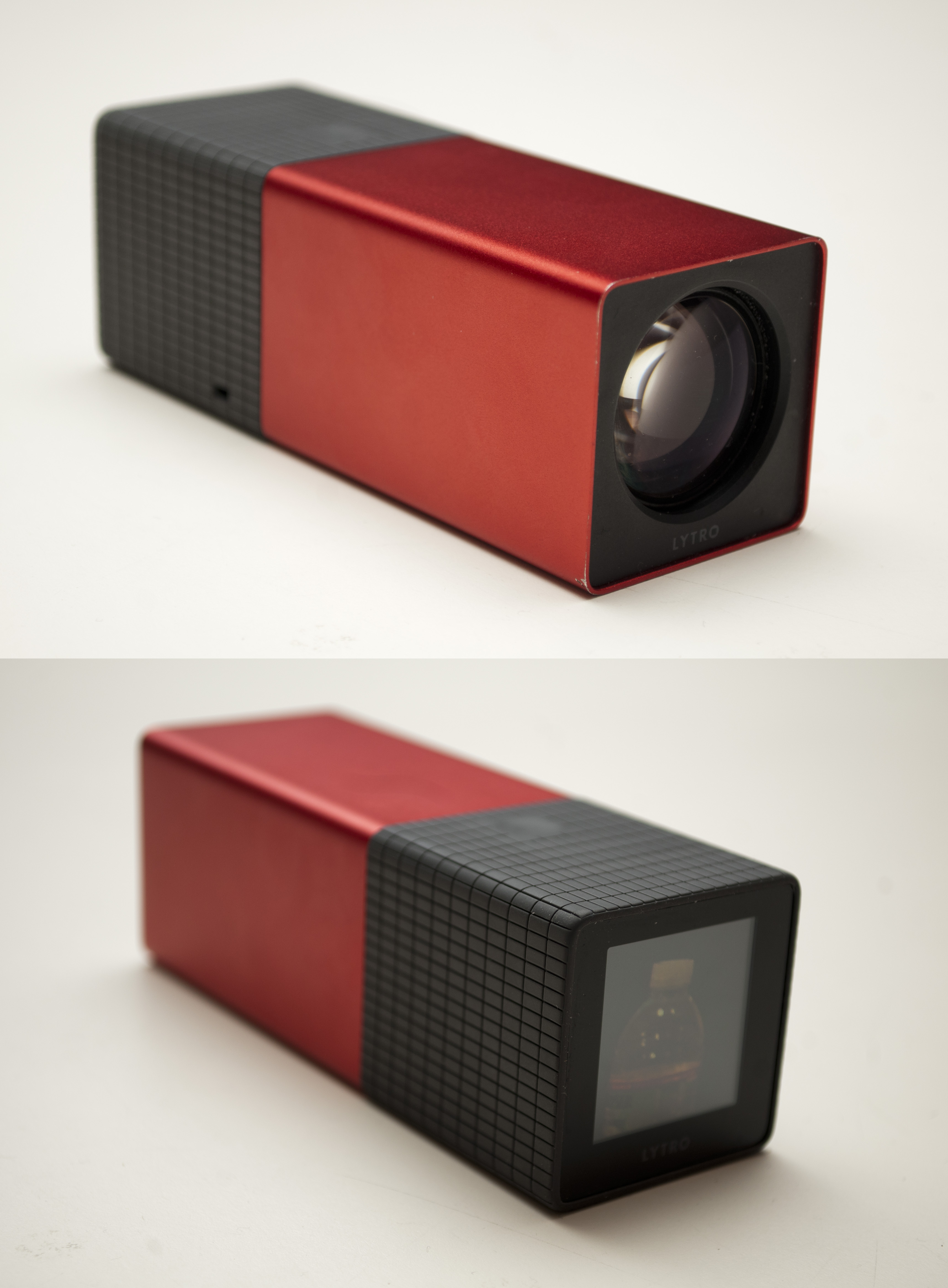
Lytro, un appareil photographique plénoptique.

Un appareil photographique plénoptique est un appareil photographique numérique qui utilise une matrice de micro-objectifs captant l'information de profondeur du champ lumineux, composée de l'intensité lumineuse d'une scène comme sur un appareil classique, mais aussi la direction d'arrivée des rayons lumineux. Ceci permet en particulier de faire la mise au point par post-traitement.
La plénoptique est une technique précieuse pour l’observation microscopique d’échantillons biologiques ou de composants industriels (microscopie plénoptique, ou LFM).

## Origine et étymologie
Du latin plenus (complet, plein) et du grec ὀπτικός (optique). Le terme à été forgé dans un article de Edward H. Adelson et James R. Bergen, en 1991, où les auteurs introduisent la fonction plénoptique, qui décrit l'ensemble de ce qui peut être vu. La fonction plénoptique est une fonction de six variables pour décrire un rayon au foyer d'un objectif, trois représentent la position dans l'espace, deux la direction, et le dernier le temps. 
Cette étymologie rappelle le mot hologramme, qui provient du grec holos (« en entier ») et graphein (« écrire »). Mais à la différence de celui-ci qui s'inscrit dans le contexte de l'optique ondulatoire, la fonction plénoptique et les applications qui en découlent, restent dans le cadre de l'optique géométrique.

## Histoire
Les bases de la photographie intégrale, la photographie interférentielle, sont posées en 1908 par le Nobel français de physique Gabriel Lippmann,. La première réalisation pratique d'un capteur plénoptique est due à Reng Ng, pendant sa thèse à Stanford en 2005.
En 2007, Adobe présentait quelques axes de recherches sur les appareils plénoptiques notamment en optique. La société allemande Raytrix a ensuite commercialisé deux modèles ; le R5 (modèle d'entrée de gamme de 1 MP) et le R11 (modèle haut de gamme de 3 MP).
En 2011, Lytro, une startup fondée en 2006 par Reng Ng, annonce un nouvel appareil plénoptique pour le grand public à 400 $. Il est commercialisé l'année suivante. En 2013, la marque japonaise Toshiba prévoit de commercialiser un module plénoptique pour smartphone. Ce dernier, composé de deux capteurs CMOS d'un quart de pouce d'une définition de 5 Mégapixels chacun, est officiellement dévoilé le 30 septembre 2013.
En avril 2014, Lytro dévoile un nouveau modèle baptisé Illum. Il est équipé d'un capteur de plus de un pouce (l'ancien Lytro en avait un au format 1/3") et d'un objectif fixe 30-250 mm à ouverture constante f/2.0. Il possède un design futuriste et sobre évoquant un appareil hybride comme les Samsung NX ou Sony NEX, mais avec le haut incliné vers l'avant. Sa commercialisation est prévue au mois de juillet au prix de 1 600 dollars,.

## Exemples d’appareils plénoptiques
- Lytro Illum
- Raytrix R5 et R11